# Conjetura de Thurston
En matemáticas, la conjetura de geometrización de Thurston (ahora teorema), establece que toda 3-variedad compacta y orientable puede ser descompuesta en un número finito de piezas que poseen estructuras geométricas bien definidas. Estas estructuras pertenecen a uno de los ocho modelos de geometría de Thurston: geometría euclidiana (3D), geometría hiperbólica, geometría esférica, geometría cóncava, geometría de secciones cónicas, geometría proyectiva, geometría de Sol y geometría de toros.
La conjetura fue formulada por William Thurston (1982), e implica otras conjeturas, como la conjetura de Poincaré y la conjetura de eliptización de Thurston. En 2003, Grigori Perelman presentó una serie de artículos que demostraron la conjetura como parte de su trabajo sobre la conjetura de Poincaré, lo que tuvo un profundo impacto en la topología y la geometría, influenciando también campos como la teoría de grupos y la física.

## La conjetura
Se dice que una 3-variedad es cerrada si es compacta y no tiene borde.
Toda 3-variedad cerrada tiene una descomposición prima, es decir, es la suma conexa de un conjunto de variedades irreductibles (esta descomposición es única, excepto en el caso de variedades no orientables). Esto reduce gran parte del estudio de las 3-variedades al caso de las 3-variedades primas: aquellas que no pueden escribirse como una suma conexa no trivial.
El enunciado de la conjetura de Thurston es el siguiente:
| Toda 3-variedad orientable que sea cerrada y prima admite una descomposición en toros, tal que el interior de cada subvariedad obtenida es geometrizable, con un volumen finito. |

Hay 8 estructuras geométricas posibles en 3 dimensiones. Existe una forma minimal única de cortar una 3-variedad orientable irreducible a lo largo de toros en piezas que son variedades de Seifert o atoroidales, llamada descomposición JSJ, que no es exactamente la misma que la descomposición en la conjetura de geometrización, pues algunas de las piezas en la descomposición JSJ podrían no tener estructuras geométricas de volumen finito.